# Revelations: The Complete ORTF 1970 Fondation Maeght Recordings
Revelations: The Complete ORTF 1970 Fondation Maeght Recordings ist ein Jazzalbum von Albert Ayler. Die am 25. und 27. Juli 1970 in der Fondation Maeght bei Saint-Paul-de-Vence im Rahmen einer Aufzeichnung von Office de Radiodiffusion Télévision Française (ORTF) entstandenen Aufnahmen erschienen am 23. April 2022 auf Elemental Music.

## Hintergrund
Die Mitschnitte entstanden während Albert Aylers Auftritten im Kunstmuseum Fondation Maeght im Juli 1970, am ersten Abend im Quartett (Pianist Call Cobbs verpasste sein Flugzeug in New York), mit Ayler, seiner Lebenspartnerin Maria Parks, dem Bassisten Steve Tintweiss und dem Schlagzeuger Allen Blairman, gefolgt von einem Auftritt des gesamten Quintetts zwei Tage später. Teile der Aufnahmen vom zweiten Konzert wurden im selben Jahr auf zwei Alben unter dem Titel Nuits de la Fondation Maeght von dem französischen Label Shandar Records veröffentlicht, das von Daniel Caux geleitet wurde, der Ayler in die Fondation eingeladen hatte. Die gewählten acht Stücke – insbesondere Ayler-Klassiker wie Spirits oder Truth Is Marching In – klangen triumphal, vor allem, wenn tosender Beifall folgte. Informationen auf einer späteren CD-Version zufolge hatte Caux jedoch absichtlich das „wildeste“ Material der beiden Abende ausgewählt und insbesondere Stücke vermieden, die Parks Gesang enthielten. Obwohl einige weitere Songs auf dem 2005 erschienenen Album  Live on the Riviera (ESP-Disk) in schlechter Tonqualität auftauchten, blieb ein vollständiges Bild dieser letzten Konzerte von Albert Ayler verborgen.
Die Gesamtausgabe, die Elemental Music Records 2022 in Partnerschaft mit dem Albert Ayler Estate & INA France herausgab, erschien in einer limitierten Edition als handnummeriertes 5-LP-Album, gemastert von Kevin Gray bei Cohearent Audio, direkt von den originalen ORTF-Stereobandspulen, und enthält über 2 Stunden bisher unveröffentlichter Musik. Begleitet wird das Album mit Interviews und Essays von Pascal Rozat (Ina), Sonny Rollins, Archie Shepp, David Murray, Carlos Santana, Joe Lovano, Carla Bley, John Zorn, Bill Laswell, Reggie Workman, James Brandon Lewis, Patty Waters, Annette Peacock, Marc Ribot, Thurston Moore und Zoh Amba.

## Titelliste
- Albert Ayler: Revelations: The Complete ORTF 1970 Fondation Maeght Recordings (INA, Elemental Music 5990542)[2]

1. Music Is the Healing Force of the Universe
2. Birth of Mirth
3. Masonic Inborn
4. Revelations 1
5. Oh' Love of Life
6. Island Harvest
7. Heart Love
8. Ghosts
9. Love Cry
10. Desert Blood
11. Revelations 2
12. Revelations 3
13. Revelations 4
14. Speaking in Tongues
15. Truth Is Marching In
16. Zion Hill aka Universal Message
17. Again Comes the Rising of the Sun
18. Holy Family
19. Revelations 5
20. In Heart Only
21. Revelations 6
22. A Man Is Like a Tree
23. Holy Holy
24. Spirits Rejoice
25. Spirits
26. Thank God for Women
27. Spiritual Reunion
28. Music Is the Healing Force of the Universe
29. Mary Maria Vocal Announcement – Ayler Curtain Call

Wenn nicht anders vermerkt, stammen die Kompositionen von Albert Ayler. Der Titel Music Is the Healing Force of the Universe ist zweimal enthalten, sowohl als Track 1 als auch als an vorletzter Position (28).

## Rezeption
Die letzten Jahre des „jenseitig frei [spielend]en“ Saxophonisten und Komponisten Albert Ayler seien klanglich unruhig und [musikalisch] unruhiger gewesen als in vorangegangenen Zeiten, meinte A.D. Amorosi in JazzTimes. Während seine Musik durch eine selbstbeschränkende und nachdenkliche Stimmung erzitterte, erlitt seine geistige Gesundheit eine starke Einschränkung bis zu seinem Tod durch einen möglichen Suizid im November 1970. Dass Ayler zu der Zeit des Auftritts in Frankreich von einer solchen Dunkelheit und Anspannung umgeben war, sei einer der Gründe, warum diese lange verschollenen Bänder vom Juli 1970 so entscheidend für den Kanon des Saxophonisten sind. Die ungebundene Freiheit und das Licht der lockeren Avantgarde wieder in seiner Seele willkommen zu heißen, selbst für ein paar Auftritte, „war, als würde man den Heiligen Geist entdecken und dann in den Himmel auffahren.“
Marc Masters erinnert hingegen in seiner Besprechung in Pitchfork an die Analyse des Konzertes, die Ayler-Biograph John Litweiler gab: „In diesem letzten Konzert gibt es einen erneuerten Sinn für das Wesentliche... Möglicherweise standen einige größere Veränderungen in seiner Kunst bevor.“ Masters zufolge helfe das nun vorliegende Album „uns vorzustellen, was als nächstes hätte kommen können.“
Für Reinhard Köchl (Jazz thing) ist Revelations sogar „in mehrerlei Hinsicht eine Sensation.“ Einerseits werde damit der miserable soundtechnische Eindruck korrigiert,  den frühere Veröffentlichungen wie die Holy Ghost Box (2004) vom letzten Auftritt Aylers hinterlassen hatten. Zudem strotzten die Konzerte „vor musikalischer Vielfalt, von den bekannten Improvisationsorgien über Calypso-Anwandlungen à la „St. Thomas“ bis hin zu Märschen, Gospelrufen und Volksliedern.“ Deutlich werde beim Anhören des Materials aber auch: „Ayler, der wegen seiner Radikalität unter der Ignoranz der breiten Öffentlichkeit litt, erfuhr endlich überfällige Genugtuung“, wenn ihm mehr als 1.000 Menschen „wie einem Superstar“ zujubelten.